# Sabatier-folyamat
A Sabatier reakció egy vegyipari technológia a hidrogén és szén-dioxid magas hőmérsékleten és nyomáson történő metánná és vízzé alakítására nikkel katalizátor jelenlétében. A hatékonyság növelésére ruténiumot és alumínium-oxidot is használhatnak. Az alábbi reakcióegyenlettel írható le:
CO2 + 4H2 → CH4 + 2H2O
Paul Sabatier francia vegyész találmánya.

## A Nemzetközi Űrállomás létfenntartó rendszere
Jelenleg az ISS oxigéngenerátorai vízből, elektrolízissel hozzák létre az oxigént, a keletkező hidrogént pedig kiengedik a világűrbe. Az űrhajósok légzése ezt széndioxiddá alakítja, amit kivonnak a levegőből és szintén az űrbe engednek. Ez a megoldás rendszeres, földről származó vízszállítmányokat igényel, ami nagyban növeli az űrállomás fenntartási költségét, másrészt nem lesz alkalmazható a jövőbeli LEO fölötti küldetésekre.
A NASA jelenleg vizsgálja a hulladék hidrogén és széndioxid vízzé való visszaalakításának lehetőségét a Sabatier-reakció segítségével, ami részben az űrállomás fenntartási költségét csökkenti majd, részben pedig műszaki alapot teremt a technológia jövőbeli küldetések során történő alkalmazásához. Mivel a bemeneti hidrogén fele hulladék metánként távozik a folyamatból, ez önmagában csak részben teremt zárt ciklust és továbbra is igényli a hidrogén utánpótlását.
Ez a folyamat az alábbi lehetne:
2H2O → O2 + 2H2 → (légzés) → CO2 + 2H2 + 2H2 (hozzáadva) → 2H2O + CH4 (eltávolítva)
A problémára megoldást jelent, ha a keletkezett metánt pirolízissel, katalizátorok jelenlétében hőbontják:
CH4 + energia → C + 2H2
A létrejött hidrogén visszakerülhetne a Sabatier reaktorba, és csak a keletkezett szenet kellene eltávolítani. Mivel ez a szén az űrhajósoknak szállított ételből származik, innentől fogva az űrállomás víz- és levegőutánpótlást nem igényelne.
Hasonló céllal a Bosch-reakciót is vizsgálják. Noha az teljesen visszanyerné a hidrogént és az oxigént, miközben csak elemi szenet termel hulladékként, nagy nehézségeket támaszt az elemi szén kezelése és az igényelt magasabb hőmérséklet miatt. Az egyik ilyen probléma, hogy a keletkezett szén hajlamos kicsapódni a katalizátor felületén és ezzel hatástalanná tenni azt.

## Továbbiak
- Helyszíni nyersanyaghasznosítás
- Hidrogénalapú technológiák

## Külső hivatkozások
- (angolul) Emberes küldetés a Marsra
- A Sabatier-reakció továbbfejlesztése
- Továbbfejlesztett Sabatier-reakció erőforrások helyszíni kiaknázására egy emberes Mars-küldetés során